# Poa variegata
Poa variegata là một loài thực vật có hoa trong họ Hòa thảo. Loài này được Lam. miêu tả khoa học đầu tiên năm 1791.